# Butler (Indiana)
Butler – miasto w Stanach Zjednoczonych, w stanie Indiana, w hrabstwie DeKalb.